# Церковно-приходская школа (Алабузино)
Церко́вно-приходская школа (Ала́бузино) — начальная школа в Алабузинском приходе Бежецкого уезда Тверской области.
Расположена на юге села Алабузино в нескольких десятках метрах западнее Смоленской церкви.

## История
Школа была основана в 1895 году Бежецким благочинием Тверской епархии.
В 1901 году для школы по проекту епархиального архитектора В. И. Назарина было построено здание.
С 1896 г. заведующим школы был священник Александр Николаевич Барбашинов.
В 1904 г. во время визита в Алабузино школу посетил архиепископ Тверской и Кашинский Дмитрий (Самбикин). Он отметил хорошее состояние школы, усердие учительниц М. Тугариновой и В. Барбашиновой и остался доволен ответами учеников. В то время в школе учились более 150 учеников.
В 1918 году постановлением Совета народных комиссаров от 24 декабря 1917 года «О передаче дела воспитания и образования из духовного ведомства в ведение народного комиссариата по просвещению» школа была ликвидирована .
В советское время в здании располагалась начальная школа.
Во время Отечественной войны здание было занято под госпиталь.

## Архитектура
Архитектура школы типична для сельских учебных заведений, выстроенных в формах эклектики.
Здание квадратное, одноэтажное, с вальмовой кровлей, с юга устроен входной тамбур.
Углы здания, а также середина восточного и западного фасадов украшены лопатками.
Все окна обрамлены наличниками, за исключением одного, расположенного на фасаде тамбура рядом со входом.
Входной проем посередине северного фасада имеет двускатный зонт на металлических кронштейнах.
Внутри сохранилась капитальная стена, тонкие перегородки, формировавшие планировку, утрачены.
По состоянию на 2020 год здание школы нуждается в срочных ремонтно-восстановительных работах.